# 次仁
次仁（藏語：ཚེ་རིང་，威利转写：tshe ring，1950年11月—），男，藏族，西藏乃东人，中华人民共和国政治人物。曾任西藏自治区人民政府副主席，西藏自治区人大常委会副主任。